# Zwartbuikmalkoha
De zwartbuikmalkoha (Phaenicophaeus diardi) is een koekoekssoort uit het geslacht Phaenicophaeus. De vogel is genoemd naar de Franse natuuronderzoeker Pierre-Médard Diard.

## Beschrijving
De zwartbuikmalkoha is 34 cm lang. De vogel is overwegend grijs met een lichte, enigszins gebogen snavel en een rode washuid rond het oog. Hij lijkt op de grote groensnavelmalkoha maar hij is iets kleiner, met een kortere staart, donkerder grijs tot bijna zwart van onder en de witte vlekken op de onderstaart zijn ook kleiner.

## Verspreiding en leefgebied
De zwartbuikmalkoha komt voor op het schiereiland Malakka, Sumatra en Borneo. Het is een schaars voorkomende vogel van laagland regenwoud en heuvellandbos tot een hoogte van 1220 m boven de zeespiegel.
De soort telt twee ondersoorten:
- P. d. diardi: zuidelijk Myanmar, zuidelijk Thailand, Malakka en Sumatra.
- P. d. borneensis: Borneo.

## Status
De zwartbuikmalkoha heeft een groot verspreidingsgebied, maar het leefgebied wordt door grootschalige ontbossingen bedreigd, vooral op Kalimantan en op Sumatra. Daarom is een aanleiding te veronderstellen dat de soort in aantal achteruit gaat en staat deze malkoha als gevoelig op de Rode Lijst van de IUCN.